# Jufri Taha
Jufri Taha (* 4. März 1985 in Singapur), mit vollständigen Namen Muhammad Jufri bin Taha, ist ein singapurischer Fußballspieler.

## Karriere

### Verein
Jufri Taha stand von 2006 bis 2009 bei Balestier Khalsa unter Vertrag. Der Verein spielte in der ersten Liga, der S. League. 2010 wechselte er zum Ligakonkurrenten Tampines Rovers. 2011, 2012 und 2013 wurde er mit den Rovers singapurischer Fußballmeister. Die Vizemeisterschaft feierte er mit den Rovers 2010, 2015, 2016 und 2017. Im Finale des Singapore Cup stand er 2010, 2012 und 2016. 2010 verlor er mit dem Klub gegen den thailändischen Vertreter Bangkok Glass, 2012 scheiterte er an Singapore Armed Forces FC und 2016 unterlag man Albirex Niigata (Singapur). Den Singapore Community Shield gewann er 2011, 2012, 2013 und 2014. Nach 151 Spielen ging er 2018 zu Geylang International. Hier spielte er in zwei Jahren 38-mal in der ersten Liga. Anfang 2020 wurde er von Balestier Khalsa unter Vertrag genommen. Für Khalsa absolvierte er sechs Erstligaspiele. 
Seit dem 1. Januar 2021 ist Taha vertrags- und vereinslos.

### Nationalmannschaft
Jufri Taha spielte 2012 dreimal in der singapurischen Nationalmannschaft. Sein Länderspieldebüt gab er am 15. August 2012 in einem Freundschaftsspiel gegen Hongkong. Hier wurde er in der 46. Minute für Juma'at Jantan eingewechselt.

## Erfolge
Tampines Rovers
- S. League

Meister: 2011, 2012, 2013
Vizemeister: 2010, 2015, 2016, 2017
- Singapore Cup

Finalist: 2010, 2012, 2016
- Singapore Community Shield

Sieger: 2011, 2012, 2013, 2014